# Tom Rush

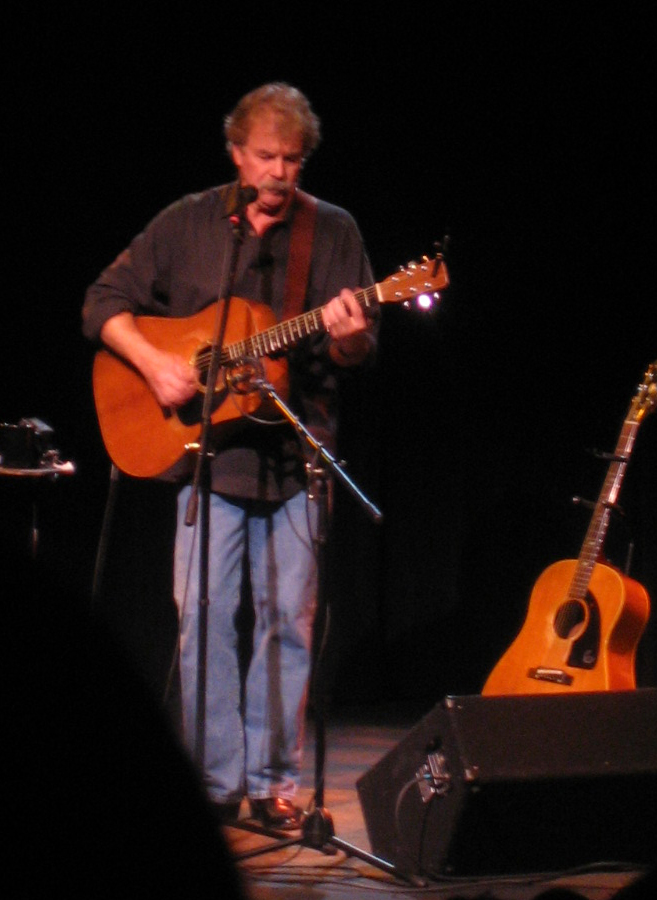
Tom Rush 2007

Tom Rush (* 8. Februar 1941 in Portsmouth, New Hampshire) ist ein US-amerikanischer Folk- und Bluessänger, Liedermacher und Aufnahmekünstler. Seine höchste Popularität hatte er in den 1960er und 1970er Jahren.

## Leben
Sein Vater war ein Lehrer an der St. Paul’s School in Concord, New Hampshire. Tom Rush studierte selbst an der Harvard University mit Englisch als Hauptfach. In dieser Zeit konzentrierte er sich verstärkt aufs Musizieren und trat ab 1961 auf. Die Aufnahmen dieser Zeit waren weitgehend Versionen von schottischen Folkliedern und Folkliedern aus dem Appalachen. Er trat unter anderem im Club 47 (jetzt Club Passim) in Cambridge, in dem auch Musiker wie Bob Dylan, Joan Baez, Shawn Colvin, Suzanne Vega und Gruppen wie The Lovin’ Spoonful ihre Karriere starteten, und im „Unicorn“ in Boston auf.
Besonders das Rolling Stone Magazine gab ihm gute Kritiken und bezeichnete ihn als einen Songwriter, der eine neue Ära einführe. Jedoch hatte er seine größten Erfolge mit Neuaufnahmen von bis dato unbekannten Künstlern und verhalf somit Künstlern wie Joni Mitchell, Jackson Browne und James Taylor zum Durchbruch.
Sein 1968 produziertes Werk No Regrets gehört zu den Standardwerken der Folkmusik und wurde häufig gecovert oder neu interpretiert. Die Walker Brothers kamen 1975 mit No Regrets in die Top Ten der englischen Single-Charts, ebenso Midge Ure 1982 mit einer weiteren Coverversion.

## Familie
Tom Rush ist ein Halbbruder des Komponisten Jeffery Cotton (1957–2013).

## Diskografie
- 1962: Tom Rush at the Unicorn
- 1963: Got a Mind to Ramble
- 1965: Blues, Songs & Ballads
- 1965: Tom Rush (Elektra)
- 1966: Take a Little Walk with Me
- 1968: The Circle Game
- 1970: Tom Rush (1970 album) (Columbia)
- 1970: Wrong End of the Rainbow
- 1972: Merrimack County
- 1974: Ladies Love Outlaws
- 1975: The Best of Tom Rush (Columbia)
- 1982: Tom Rush: New Year
- 1982: Tom Rush: Late Night Radio
- 1991: Blues, Songs and Ballads [Compilation]
- 1999: No Regrets: The Very Best Of Tom Rush
- 1999: Wrong End of the Rainbow (Import, Original recording remastered)
- 2001: Tom Rush/Take a Little Walk With Me (Import, Original recording remastered)
- 2001: Live at Symphony Hall, Boston (Live)
- 2002: Merrimack County/Ladies Love Outlaws (Import)
- 2002: Take a Little Walk with Me
- 2003: Trolling for Owls
- 2005: How I Play (some of) My Favorite Songs
- 2005: Judy Collins’ Wildflower Festival
- 2009: What I Know